# Betula seravschanica
Betula seravschanica là một loài thực vật có hoa trong họ Betulaceae. Loài này được V.N.Vassil. mô tả khoa học đầu tiên năm 1963.